# Kaede (cacciatorpediniere)
Il Kaede (楓? lett. "Acero giapponese") è stato un cacciatorpediniere della Marina imperiale giapponese, undicesima unità della classe Matsu. Fu varato nel luglio 1944 dal cantiere navale di Yokosuka.
Appartenente alla 52ª Divisione, prese servizio attivo solo all'inizio del 1945: operò nelle acque di Hong Kong e della colonia di Formosa, al largo della quale subì danni abbastanza seri il 31 gennaio. Riguadagnò i porti nazionali ma, dopo essere stato rimesso in efficienza, rimase nel Mare interno di Seto impegnato in compiti di vigilanza e scorta. Dopo la fine della seconda guerra mondiale fu ceduto alla Repubblica nazionalista cinese che lo ridusse a scafo statico, demolendolo infine nel 1962.

## Caratteristiche
Il Kaede presentava una lunghezza fuori tutto di 100 metri, una larghezza massima di 9,35 metri e un pescaggio di 3,30 metri; il dislocamento a pieno carico ammontava a 1 676 tonnellate. L'apparato motore era formato da due caldaie Kampon, due turbine a ingranaggi a vapore Kampon, due alberi motore con elica: erano erogati 19 000 shp, sufficienti per una velocità massima di 27,75 nodi (52,73 km/h); l'autonomia massima era di 4 680 miglia nautiche a 16 nodi (8 667 chilometri a 30,4 km/h). L'armamento era articolato su tre cannoni Type 89 da 127 mm L/40 in due affusti pressoché scoperti; quattro tubi lanciasiluri da 610 mm raggruppati in un impianto Type 92 e senza ricarica; venticinque cannoni automatici Type 96 da 25 mm L/60 e due lanciatori Type 94 per bombe di profondità (36 a bordo). Infine erano stati forniti un sonar Type 93, un radar Type 22 e uno Type 13. All'entrata in servizio l'equipaggio era formato da 210 uomini.

## Servizio operativo

### Con la Marina imperiale
Il cacciatorpediniere Kaede fu ordinato nell'anno fiscale edito dal governo giapponese nel 1944. La sua chiglia fu impostata nel cantiere navale dell'arsenale di Yokosuka il 4 marzo 1944 e il varo avvenne il 25 luglio seguente; fu completato il 30 ottobre e il comando fu affidato al tenente di vascello Moroishi Kō. Fu immediatamente assegnato all'11ª Squadriglia cacciatorpediniere, dipendente dalla Flotta Combinata e demandata all'addestramento delle nuove unità in tempo di guerra.
Conclusi la messa a punto e la preparazione, il 20 gennaio 1945 il Kaede fu ufficialmente assegnato alla 52ª Divisione cacciatorpediniere con i gemelli Sugi e Kashi; il reparto era alle dipendenze della 31ª Squadriglia di scorta, parte della 5ª Flotta impegnata sul fronte delle Filippine. La nave si portò a Moji per prendere il proprio posto nella scorta di un convoglio diretto a Hong Kong: il viaggiò durò dal 22 al 27 senza alcun incidente e il Kaede fu distaccato alla volta della vicina colonia di Formosa, precisamente al porto di Takao dove si affiancò ai cacciatorpediniere Ume e Shiokaze: avevano l'ordine di raggiungere Aparri, recuperare gli equipaggi aeronautici rimasti laggiù e riportarli al sicuro in territori in mano giapponese. Il giorno successivo, tuttavia, le unità furono avvistate da velivoli statunitensi e la missione fu annullata; l'affrettato rientro a Formosa fu segnato da un pesante attacco condotto da bimotori North American B-25 Mitchell della United States Army Air Forces, durante il quale l'Ume fu colato a picco e il Kaede fu raggiunto da una bomba la cui esplosione, oltre a infliggere danni importanti, uccise sul colpo quaranta uomini. Con lo Shiokaze riuscì comunque a raggiungere Takao, dove sbarcò trenta feriti e fu sottoposto a riparazioni d'emergenza, prima di spostarsi a Kīrun per ulteriori interventi. Il 21 febbraio poté partire con i propri mezzi e due giorni più tardi si fermò a Kure per un raddobbo completo: nel corso dei lavori la riserva di bombe di profondità fu aumentata a sessanta ordigni. Intanto, il 5 febbraio, la 31ª Squadriglia di scorta e le divisioni dipendenti erano passate agli ordini diretti della Flotta Combinata, stante lo scioglimento della 5ª Flotta; il 15 marzo il Kaede e i gregari furono riassegnati alla depauperata 2ª Flotta ma, a causa delle gravi perdite cagionate dall'operazione Ten-Go, essa fu disattivata il 20 aprile e la squadriglia tornò così agli ordini della Flotta Combinata. La nave rimase di stanza a Kure e vide le proprie operazioni confinate al Mare interno di Seto per il resto delle ostilità, oltretutto ostacolate dalla scarsità di carburante. Alla fine di agosto, dopo la capitolazione dell'Impero giapponese, fu ceduto dall'equipaggio alle autorità d'occupazione statunitensi che provvidero a rimuovere ogni arma e attrezzatura militare; il 5 ottobre successivo fu depennato dai registri della Marina imperiale.

### Con la Marina cinese
Il Kaede fu subito riadattato per partecipare alla colossale opera di rimpatrio di militari e civili giapponesi, sparpagliati in Asia orientale: fu destinato a tale compito già a poche settimane dalla conclusione della guerra, che ebbe però una formale sanzione soltanto il 1º dicembre, con la formazione del 2º ministero per la Smobilitazione che (pur con la supervisione americana) ebbe sotto di sé la responsabilità della buona riuscita dell'operazione.
Nel frattempo le potenze vincitrici decisero il destino del cacciatorpediniere e dell'altro naviglio giapponese catturato; la spartizione avvenne nel corso di quattro incontri al quartier generale dello SCAP: durante la prima riunione, del 28 giugno 1947, il Kaede fu assegnato alla Repubblica nazionalista cinese in conto di riparazione di guerra. La cessione divenne effettiva il 6 luglio e la nave fu indirizzata con un equipaggio misto a Shanghai, da dove i giapponesi furono riportati in patria. La Cina si trovava però in una grave situazione interna tra le distruzioni patite in dodici anni di guerra contro Tokyo, milioni di morti e il riaccendersi violento della guerra civile; perciò fu decisamente difficile rimettere in piena efficienza le ex unità giapponesi. Il Kaede, ribattezzato Heng Yang, non rientrò in servizio e nel 1949 fu trainato a Formosa poco prima che Shanghai cadesse nelle mani dell'Esercito Popolare di Liberazione. Il 1º ottobre di quell'anno fu ridotto a nave esperienze e quindi a nave caserma, ruolo che rivestì fino al 1960, quando la Marina militare cinese lo radiò d'ufficio; fu infine demolito nel corso del 1962.